# Veniliornis nigriceps
Veniliornis nigriceps là một loài chim trong họ Picidae.